# Тихон (Софійчук)
Митрополит Тихон (в миру Софійчук Василій Миколайович; 1 січня 1965, Сторожинець, Чернівецька область, УРСР) — митрополит Роменський і Буринський РПЦвУ.

## Життєпис
У 1982 р. закінчив Чернівецьку середню школу № 7, після чого вступив до Чернівецького університету ім. Федьковича на факультет за спеціальністю «Радіотехніка».
З 1983 по 1986 рр. проходив військову службу у лавах ВМФ СРСР, після чого продовжив навчання у Чернівецькому державному університеті. Пізніше працював інженером на заводі «Гравітон» Чернівців.
У 1991 році вступив до Київської духовної семінарії, яку закінчив у 1993 році.
У 1993 році вступив до Київської духовної академії РПЦ, яку закінчив у 1997 році зі ступенем кандидата богослов'я.
20 березня 1996 року в Києво-Печерській Лаврі у Дальніх печерах у храмі преподобного Феодосія Печерського пострижений в мантію з ім'ям Тихон, на честь святителя Тихона Патріарха Московського.
31 березня 1996 року в Трапезному храмі Києво-Печерської Лаври рукоположений в сан ієродиякона РПЦ.
2 червня 1996 року, в день Святої Трійці, в Успенському соборі Києво-Печерської Лаври рукоположений в сан ієромонаха РПЦ.
9 грудня 1996 року назначений настоятелем фіктивного приходу «Спаса на Берестові».
З 1995 по 1998 рр. завзаочного сектора КДАіС РПЦ. Одночасно з 1995 по 2001 рр. член редакційної колегії в журналі «Православний вісник» і «Церковній православній газеті».
З 1996 по 2001 рр. ніс послух відповідального секретаря редакційної колегії «Трудів КДА» та викладав у Київських духовних школах «Моральне богослов'я», «Канонічне право» та «Аскетику».
2001 році назначений скитоначальником скита «Церковщина» від Свято-Покровської Голосіївської пустині.
У 2010 році до свята Різдва Христового возведений в сан архімандрита.
Рішенням синоду московської патріархії в Україні від 26 лютого 2010 — намісник чоловічого монастиря Різдва Богородиці в урочищі «Церковщина».
24 грудня 2014 року був призначений Головою Комісії з канонізації святих Київської єпархії РПЦ.

## Архиєрейське служіння
Рішенням Священного Синоду МПвУ від 18 жовтня 2016 призначений єпископом Гостомельським, вікарієм Київської Митрополії РПЦ.
9 грудня 2016 рок відбулася архієрейська хіротонія архімандрита Тихона в єпископа Гостомельського, яку очолив митрополит Онуфрій Березовський.
23 листопада 2022 року призначений керівником Роменською єпархією УПЦ МП.
17 серпня 2023 року митрополит УПЦ МП Онуфрій Березовський підвищив його до архієпископа.
17 серпня 2024 року возведений в сан митрополита.